# Asesinato en el Senado de la Nación
Asesinato en el Senado de la Nación és una pel·lícula argentina dramàtica-històrica de 1984 dirigida per Juan José Jusid i protagonitzada per Miguel Ángel Solá, Pepe Soriano, Oscar Martínez, Arturo Bonín i Rita Cortese. El guió va ser escrit per Carlos Somigliana i relata alguns dels turbulents fets del govern de Agustín Pedro Justo, durant l'anomenada Dècada Infame.
La pel·lícula posa en relleu les denúncies realitzades en 1935 pel senador demòcrata progressista Lisandro de la Torre sobre els negocis que empreses britàniques efectuaven amb les exportacions de carn bovina argentina i que implicaven actes de corrupció per part dels ministres Federico Pinedo i Luis Duhau; tot això va concloure tràgicament en l'intent d'assassinat del propi de la Torre en plena sessió del Senat, el qual va acabar cobrant-se la vida d'Enzo Bordabehere.

## Sinopsi
La pel·lícula narra la història de l'assassí en qüestió, l'expolicia Ramón Valdés Cora, un conservador expulsat de la força policial per corrupció en la seva carrera, amb múltiples processos per estafes, falsificació de documents i extorsions a prostitutes. En la història real era un home de confiança del senyor ministre d'Agricultura Luis Duhau, però en la pel·lícula les connexions amb el context polític estan reduïdes i el cap de Valdés Cora no és Luis Duhau, sinó un senador fictici.

## Repartiment
- Pepe Soriano... Lisandro de la Torre
- Miguel Ángel Solá... Ramón Valdés Cora
- Oscar Martínez... Federico Pinedo
- Alberto Segado... Luis Duhau
- Arturo Bonín... Enzo Bordabehere
- Ana María Picchio... Juanita
- Selva Alemán... Elvira
- Marta Bianchi... Rosa
- Rita Cortese
- Villanueva Cosse... Don Alberto
- Juan Leyrado... Comisario
- Manuel Callau... Soriano
- Diego Varzi
- Juan Manuel Tenuta
- Mónica Galán... Proxeneta
- Osvaldo Santoro
- Manuel Vicente
- Noemí Frenkel
- Miguel Peludi
- José María López
- Guillermo Marcos
- Salo Pasik

## Context històric

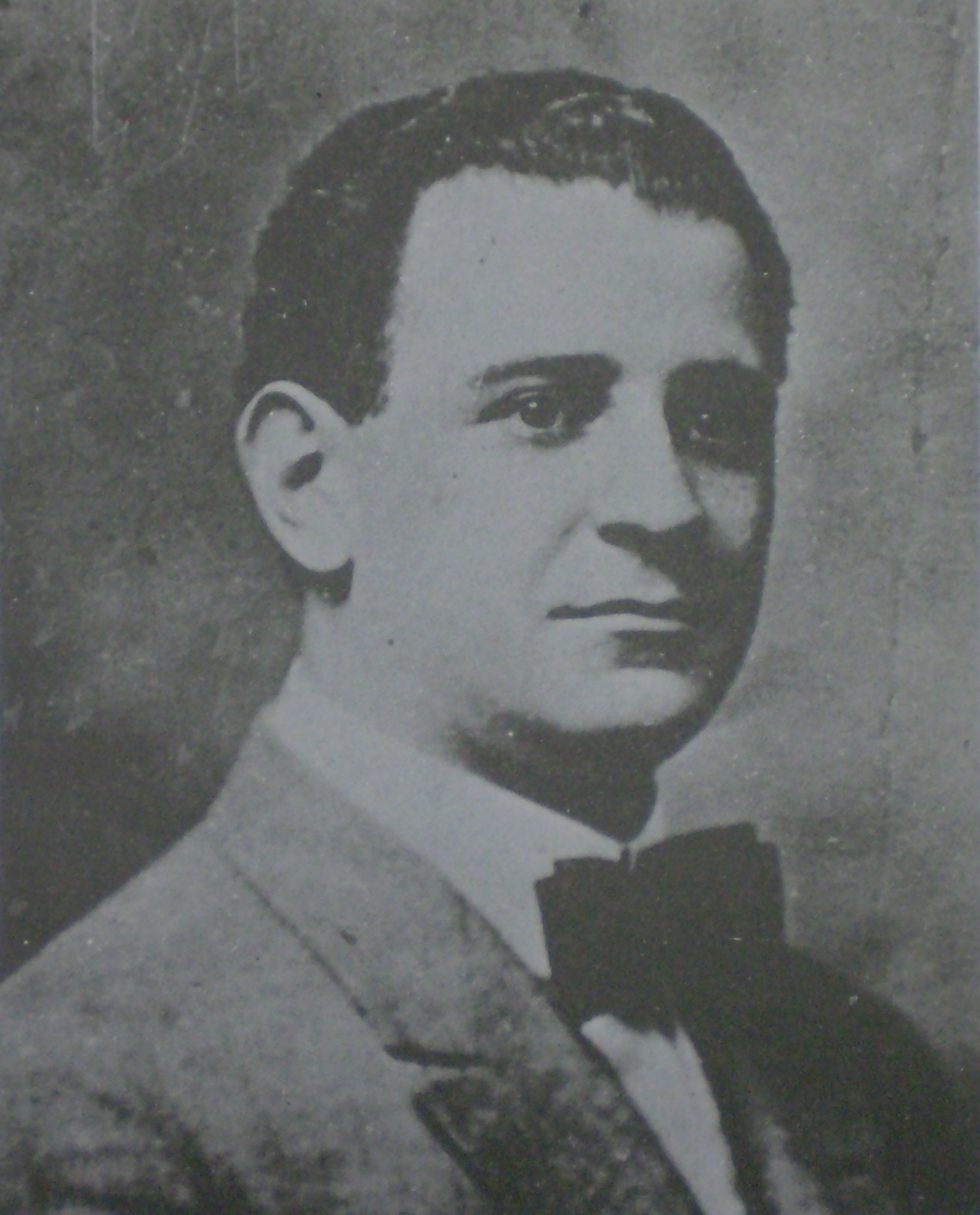
Enzo Bordabehere, senador nacional per la província de Santa Fe i company de bancada de Lisandro de la Torre, assassinat durant una sessió de la Cambra de Senadors.

La pel·lícula també reflexa la denúncia realitzada per treballadors del frigorífic Anglo. La informació reservada consistia en el fet que els documents comptables, que amb tant d'afany es buscaven per a provar les maniobres greument perjudicials per a l'Estat argentí realitzades en el marc del comerç de carns amb Anglaterra després de la signatura del pacte Roca-Runciman, es trobaven amagats en un vaixell anglès ancorat en el port, el Norman Star.
Els treballadors havien fet l'estiba i no tenien cap dubte que al vaixell estava la prova del delicte. Els executius del frigorífic Anglo deien que en ingressar per la força en un vaixell anglès estaven agredint a l'Estat britànic, perquè el fet equivalia a aplanar una casa en el territori de Sa Majestat. Però Lisandro de la Torre, amb l'ajuda de la prefectura va aconseguir ingressar al Norman Star i trobar en els seus cellers el que buscava. Els llibres comptables eren allí i, cosa que era més greu, estaven ocults en caixes de chilled i corned beef amb el segell del Ministeri d'Agricultura, còmplice evident de la maniobra.
La documentació oculta en els quaranta calaixos de «carn refredada» deixava clarament comprovada l'estafa a l'Estat nacional per part de l'empresa anglesa i detallava com a despeses empresaris les sumes dels suborns als funcionaris públics entre els quals es comptaven encimbellats noms del Poder Executiu i de l'alta societat argentina.
La pel·lícula no explora detalladament l'absolució dels polítics implicats. En la pel·lícula, Ramón Valdés Cora recorre una espiral de baixesa que culmina amb l'atemptat contra el senador nacional Lisandro de la Torre, el qual produeix la mort del seu col·lega Enzo Bordabehere.

## Repercussió i premis
La pel·lícula va tenir gran èxit de públic i a Jusid li va guanyar el Colón d'Or en la desena edició del Festival de Cinema Iberoamericà de Huelva.
Miguel Ángel Solá, que va interpretar a Valdéz Cora, va obtenir el premi al millor actor en el Festival Internacional del Nou Cinema Llatinoamericà de l'Havana pel seu paper.